# Акан (национальный парк)
Акан Масю (яп. 阿寒摩周国立公園 акан-масю:-кокурицу-ко:эн) — национальный парк в Японии, расположенный на острове Хоккайдо. Парк был создан 4 декабря 1934 года. Таким образом, он и Национальный парк Дайсэцудзан являются двумя старейшими национальными парками на Хоккайдо. Площадь парка составляет 904,81 км², и он является вторым по величине на острове. По данным МСОП, территория национального парка относится ко II категории охраны.

## Парковая зона

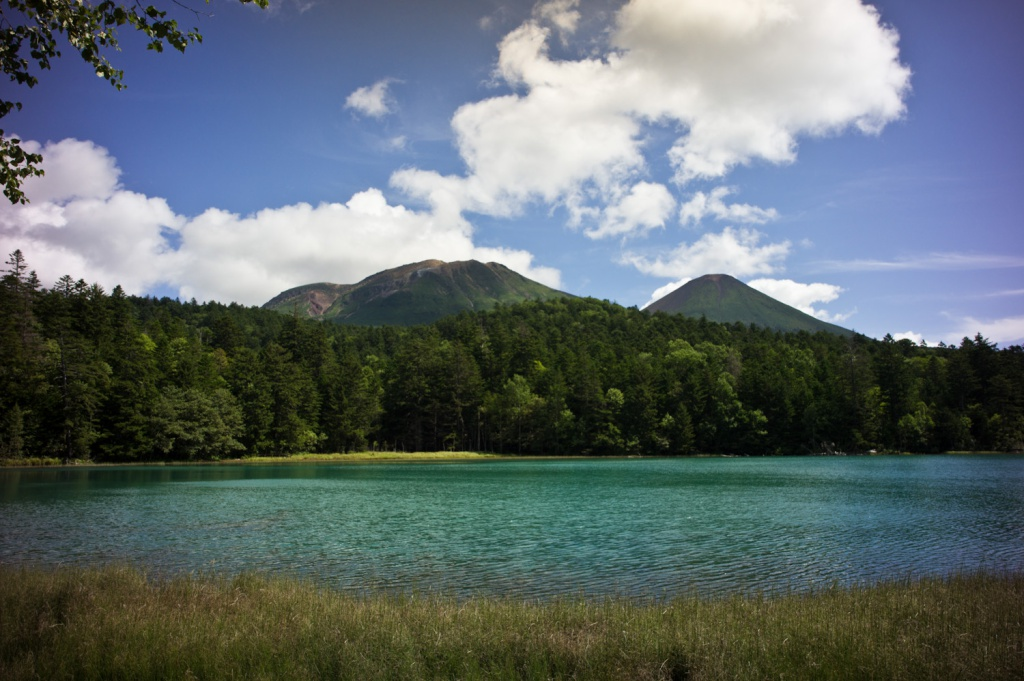
Озеро Оннето с горами Микан-даке и Акан-Фудзи

Охраняемая территория разделена на обычную, заповедную и особо охраняемую зоны. За управление ими отвечает Министерство окружающей среды Японии. Акан — это район преимущественно вулканических гор, лесов и горячих источников. К крупным горам парка относятся Акан-даке — действующий вулкан, Микан-даке — также действующий стратовулкан (1499 м), Оакан-даке (1370 м) и Фуппуси (1225 м). Среди других менее высоких вулканов — Кикин (995 м), Масю-даке (857 м), Нисибэцу-даке (800 м) и Ио-дзан (508 м).
На территории национального парка также расположено несколько кратерных озёр. Самое крупное из них — озеро Куттяро на севере парка площадью около 80 км², за ним следуют озера Масю (19 км²), Акан (13 км²) и Панкето.
Национальный парк является частью важной орнитологической территории, выделенной BirdLife International в 2004 году по критерию A3 (виды с ограниченными требованиями к среде обитания), общая площадь которой составляет 142 тыс. га. С 8 ноября 2005 года озеро Акан также зарегистрировано как водно-болотное угодье международного значения в соответствии с Рамсарской конвенцией.

## Флора и фауна
Озеро Акан знаменито растущими в нём гигантскими шарами водорослей эгагропила Линнея, которые являются памятником природы. Из рыб здесь водятся кунджа, нерка, карп, корюшка Hypomesus nipponensis, радужная форель, а также другие виды, обитающие в других озерах. Кроме того, встречается американский сигнальный рак. Однако сигнальные раки представляют собой потенциальную угрозу как инвазивные виды. В окрестностях горы Ивосан растут колонии сосны стланиковой и багульник болотный.

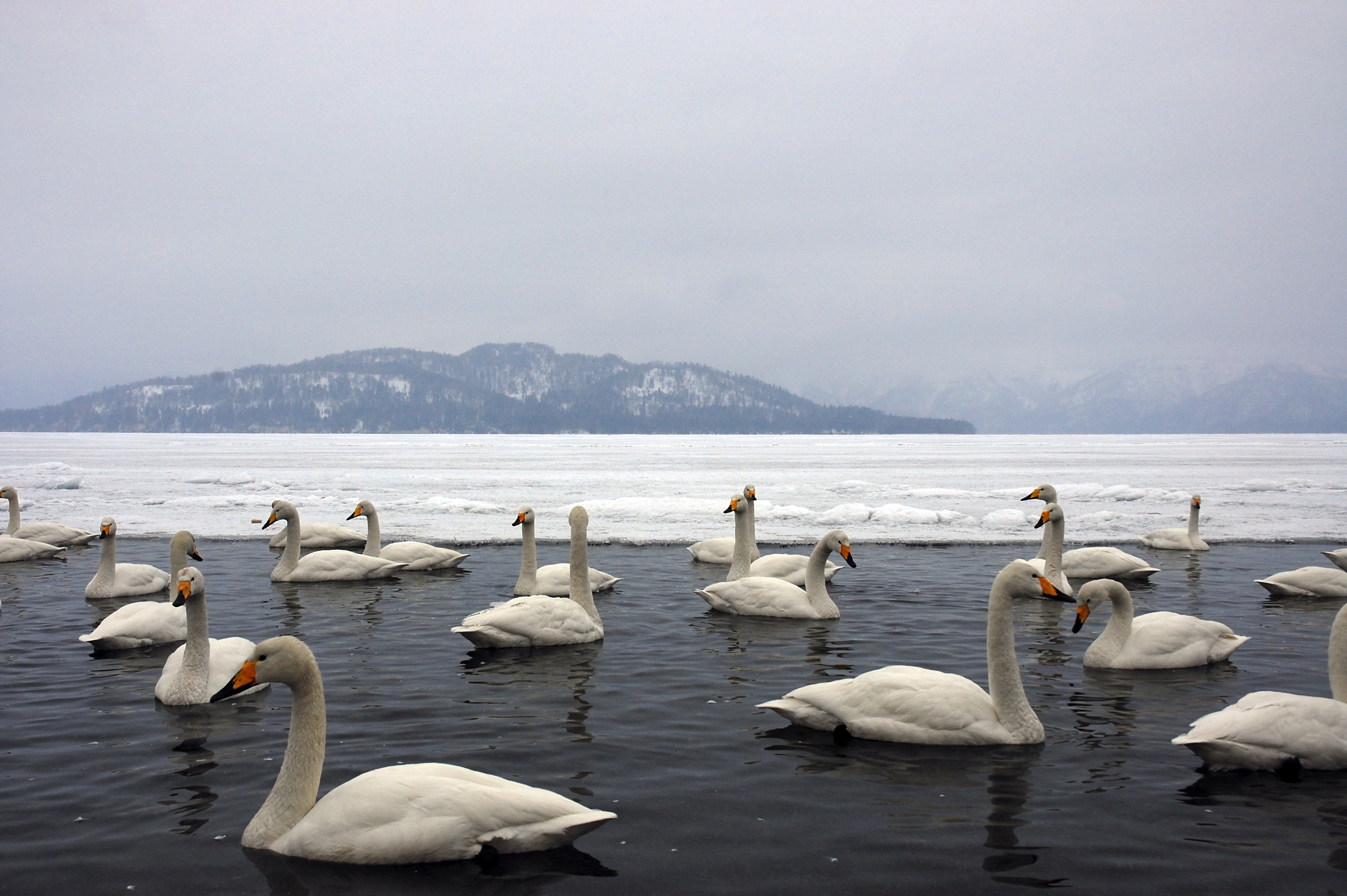
Лебеди-кликуны на замёрзшем озере Куттяро с вулканическим островом Нака-дзима на заднем плане.

Национальный парк известен тем, что здесь обитают маньчжурские журавли, а на озерах и в окрестностях парковой зоны живут многие другие виды птиц: лебеди-кликуны, чёрные дятлы, пёстрые дятлы, японские бекасы, синие соловьи. Здесь также зимуют белоплечие орланы, которые возвращаются на Дальний Восток России в марте-апреле. В хвойных лесах часто можно встретить более мелкие виды птиц, такие как желтоголовый королёк и синица-московка. Из млекопитающих в национальном парке встречаются пятнистый олень, бурый медведь, лисица (подвид Vulpes vulpes schrenckii), тануки и соболь.

## Культура
На берегу озера Акан расположено поселение айнов — коренного народа Японии. Расположенное к востоку от Аканко-онсен, оно насчитывает около 30 хозяйств, что делает его самым крупным поселением айнов на Хоккайдо.

## Туризм
За один год (по данным на 2013 год) национальный парк посетили 3,53 млн человек.